# Tendrzak

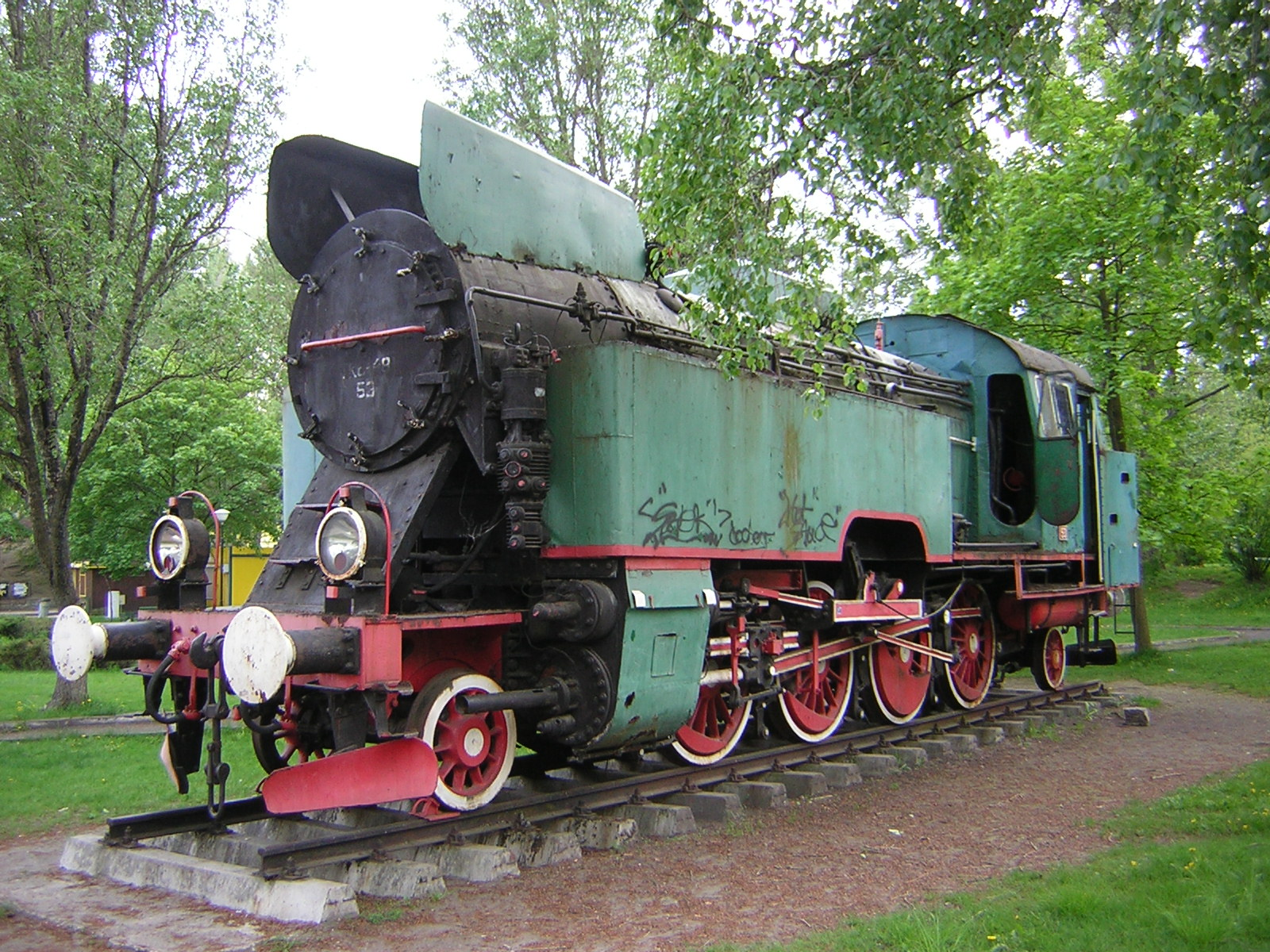
TKt48 był przydatny w terenie górzystym

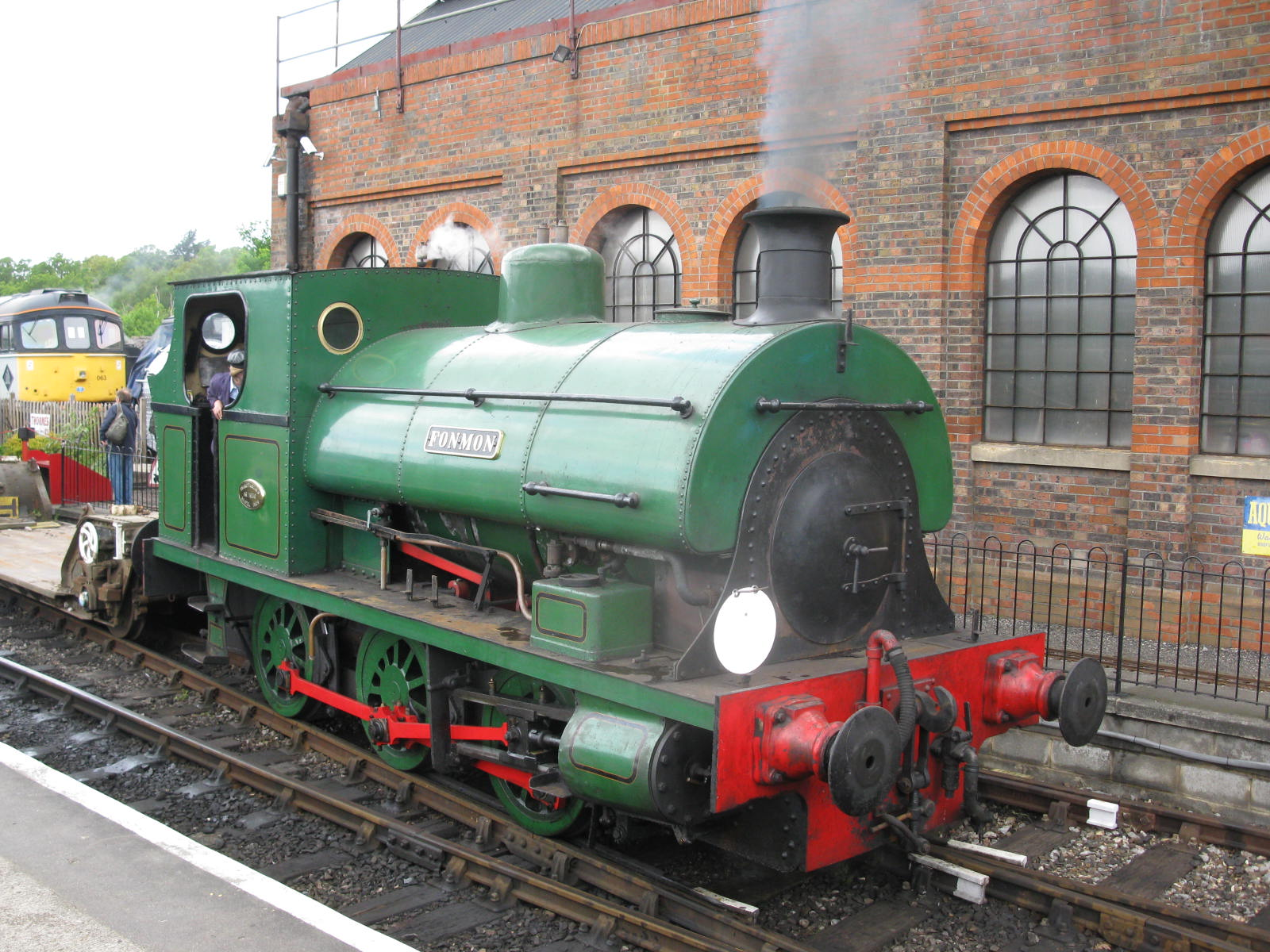
Brytyjski tendrzak ze zbiornikiem siodlastym

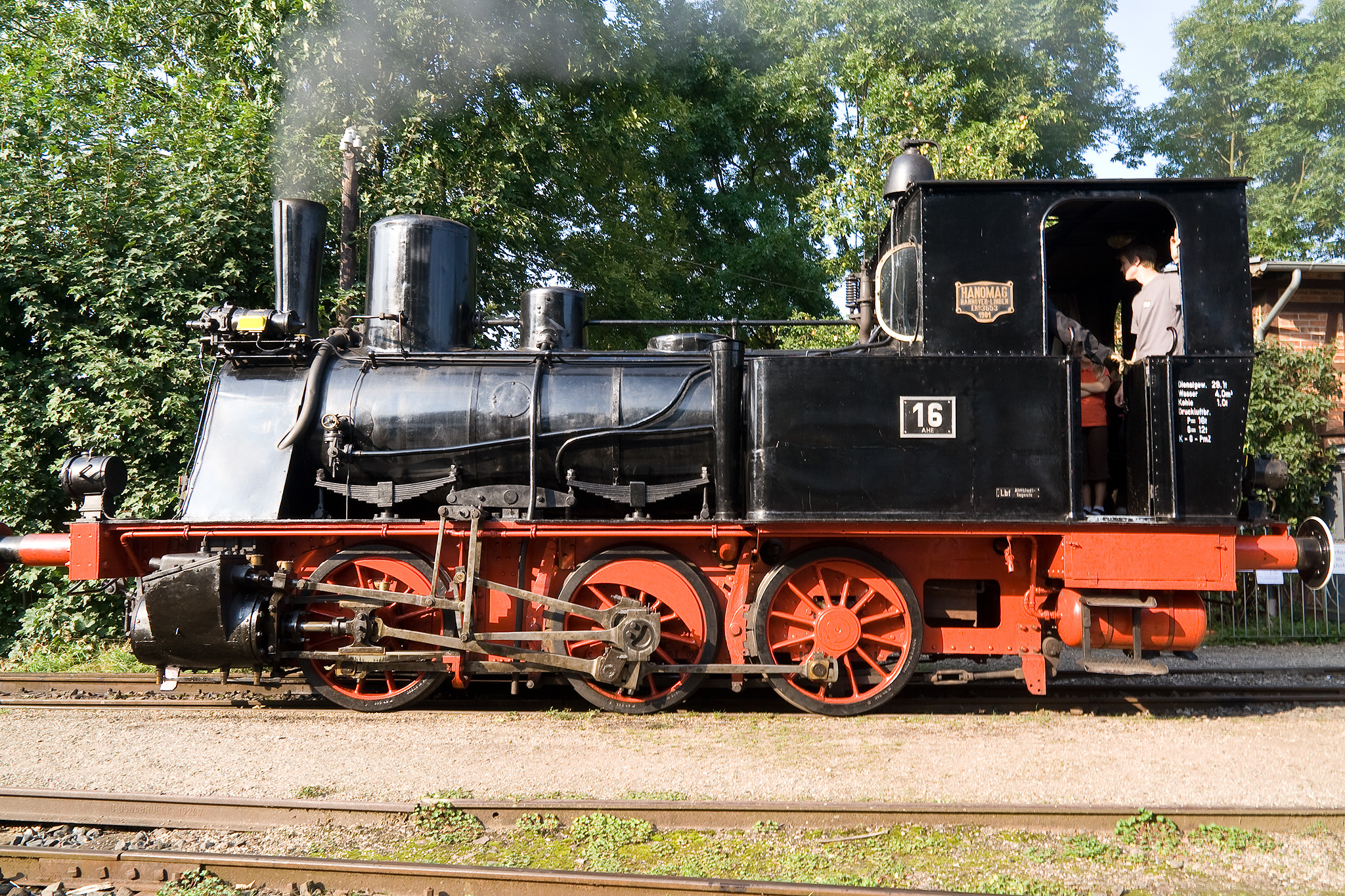
Pruski tendrzak T3 ze zbiornikiem wodnym wewnątrz ostoi

Tendrzak – parowóz przystosowany konstrukcyjnie do eksploatacji bez tendra, przewożący w odpowiednich zbiornikach i zasobnikach zapas wody kotłowej i opału (najczęściej węgla). Tendrzaki w systemie oznaczeń na PKP mają jako drugą dużą literę K.
Wodę w tendrzakach przewozi się najczęściej w prostopadłościennych zbiornikach (tzw. skrzyniach wodnych) umieszczonych po bokach kotła lub mniejszych zbiornikach pod kotłem, wewnątrz ostoi. W niektórych krajach, zwłaszcza Wielkiej Brytanii i USA, popularne były tendrzaki z tzw. siodlastym zbiornikiem (ang. saddle tank), nieforemnego kształtu, obejmującym kocioł od góry i po bokach.
Opał, którym jest najczęściej węgiel, przewożony jest typowo w skrzyni umieszczonej za budką maszynisty. W małych tendrzakach skrzynia z węglem bywała umieszczona przed budką, zwykle po lewej stronie kotła. W najmniejszych lokomotywach jej rolę mógł pełnić kosz z węglem w budce. Rozwiązania bez skrzyni z tyłu budki umożliwiały stosowanie pomocniczych tendrów doczepnych, zwłaszcza w tendrzakach wąskotorowych.
W porównaniu z klasycznym parowozem, tendrzak ma mniejszy zasięg ze względu na mniejszy zapas paliwa i wody, niż to ma miejsce w przypadku wykorzystania zewnętrznego tendra. Cechuje się jednak zwartą konstrukcją i większą siłą pociągową od porównywalnego mocą parowozu tendrowego, gdyż ciężar paliwa i wody zwiększa masę przyczepną. Najważniejszą cechą jest możliwość rozwijania pełnej prędkości w obu kierunkach jazdy, dzięki czemu nie wymagają stosowania obrotnic do zmiany kierunku jazdy (parowozy tendrowe jadąc tendrem naprzód nie mogą zwykle przekraczać prędkości 50 km/h lub mniejszych, w zależności od typu). Znacznie lepsza, niż w parowozach tendrowych jest także widoczność z kabiny przy jeździe do tyłu. Stąd tendrzaki były bardzo popularne na liniach podgórskich i górskich oraz lokalnych, wiążących się z częstymi zmianami kierunku jazdy, bez rozbudowanej infrastruktury kolejowej umożliwiającej odwracanie parowozu. Ponadto mniejsze z nich rozpowszechniły się w drugiej połowie XIX wieku szeroko na kolejach przemysłowych całego świata oraz na stacjach i bocznicach kolejowych jako parowozy manewrowe. Na przełomie XIX i XX wieku wraz z rozwojem kolei aglomeracyjnych i podmiejskich rozwinęły się konstrukcje tendrzaków do ich obsługi, które charakteryzowały większą mocą kotłową i większym przegrzewaczem pary, a przez to szybkim rozruchem i dość dużą prędkością maksymalną (80-100 km/h). Wraz z postępującą elektryfikacją kolei w aglomeracjach lokomotywy te przeznaczano do innych zadań (manewry, linie lokalne i dojazdowe).
Najstarszy zachowany w Polsce tendrzak TKb-1479 (będący jednocześnie najstarszym zachowanym w kraju parowozem) pochodzi z roku 1877 i znajduje się w skansenie taboru w Chabówce. Pracował do lutego 1970 roku w suszarni w Wierzchosławicach.
Niektóre tendrzaki, szczególnie wąskotorowe, były przystosowane do korzystania z tendra, gdy zachodziła konieczność wykorzystania ich w pracy pociągowej na dłuższej trasie.
Przykłady tendrzaków:
- OKo1
- OKl27
- TKi3
- TKt48
- OKz32.